# 257 (numero)
Duecentocinquantasette (257) è il numero naturale dopo il 256 e prima del 258.

## Proprietà matematiche
- È un numero dispari.
- È un numero difettivo.
- È un numero primo.
  - È un numero primo sexy con 263.
  - È un numero primo di Chen.
  - È un numero primo irregolare, essendo un divisore del denominatore del 164° numero di Bernoulli.
  - È un numero primo di Eisenstein con parte immaginaria nulla.
  - È un numero primo lungo.
  - È un numero primo bilanciato.
  - È un numero primo di Pierpont.
  - È il più grande numero primo conosciuto nella forma nn+1.
  - È il quarto numero primo di Fermat: 257 = 223 + 1. Per questo motivo il poligono regolare con questo numero di lati, ovvero il 257-gono, è costruibile con riga e compasso. Si tratta del secondo più grande primo di Fermat attualmente conosciuto, dopo 65537.
- È un numero di Proth.
- Esistono 257 grafi ottaedrici topologicamente distinti.
- È esprimibile come somma e come differenza di due quadrati: 257=16²+1²=129²-128².
- È un numero palindromo nel sistema numerico binario (100000001), nel sistema di numerazione posizionale a base 4 (10001), a base 7 (515) e nel sistema numerico esadecimale (101).
- È parte delle terne pitagoriche (32, 255, 257), (257, 33024, 33025).
- È un numero congruente.

## Astronomia
- 257P/Catalina è una cometa periodica del sistema solare.
- 257 Silesia è un asteroide della fascia principale del sistema solare.
- NGC 257 è una galassia spirale della costellazione dei Pesci.

## Astronautica
- Cosmos 257 è un satellite artificiale russo.

## Altri ambiti
- +257 è il prefisso telefonico internazionale del Burundi.
- La 257 è una strada italiana di collegamento interregionale tra Umbria e Marche.